# 静岡県道286号鮎釣東雲名春野線
静岡県道286号鮎釣東雲名春野線（しずおかけんどう286ごう あゆつりひがしうんなはるのせん）は、静岡県浜松市を通る一般県道である。

## 概要

### 路線データ
- 陸上距離：18.7km
- 起点：浜松市天竜区西雲名字鮎釣（国道152号交点）
- 終点：浜松市天竜区春野町東領家（国道362号・国道473号重複区間交点）

## 路線状況
秋葉山本宮秋葉神社の上社 - 下社間の往来に便利な路線だが、幅員が1 - 1.5車線と狭いうえにカーブが多く、崩土の危険性があることから車幅が2mを超える車両や大型バスなどは通行禁止となっている。

### 重複区間
- 静岡県道285号大輪天竜線（3.4km）

## 地理
前半までは天竜川に沿い、静岡県道285号大輪天竜線と分離した後は天竜川の支流である気田川に沿った形となっている。本路線から見て川がある方向の逆側には秋葉山がある。

### 通過する自治体
- 静岡県
  - 浜松市

### 接続路線
- 国道152号
- 静岡県道285号大輪天竜線
- 天竜スーパー林道
- 国道362号・国道473号